# Jane Leeves
Amanda Jane Leeves (Ilford, 18 aprile 1961) è un'attrice britannica, nota per il ruolo di Daphne Moon nella sitcom Frasier e per il ruolo di Joy in Hot in Cleveland.

## Biografia
Nata in Inghilterra, studia danza e lavora come modella fino alla sua prima apparizione cinematografica in Monty Python - Il senso della vita, nel ruolo dell'angelo. Entra poi fissa nel cast del The Benny Hill Show e in Murphy Brown, per apparire anche in altre situation comedy come Seinfeld, Throb e La signora in giallo; ma il ruolo che la porta alla notorietà è quello di Daphne Moon nella popolarissima serie Frasier, in cui interpreta una fisioterapista inglese sensitiva, ruolo che le vale un Premio Emmy e che le conferisce il titolo di attrice inglese più pagata ad Hollywood.
Appare in pochi film, tra cui Vivere e morire a Los Angeles e La musica del cuore, e doppia alcuni personaggi in cartoni animati, ma la sua carriera è più che altro televisiva.
Con la migliore amica, l'attrice Peri Gilpin conosciuta sul set di Frasier, fonda una casa di produzione, la Bristol Cities.

## Vita privata
Il 21 dicembre 1996 si è sposata con il produttore Marshall Cobencon cui ha avuto una figlia, Isabella (nata nel 2001) e un figlio, Finn (nato nel 2003). Peri Gilpin è la madrina della primogenita Isabella, mentre David Hyde Pierce e John Mahoney sono entrambi padrini del secondogenito Finn.

## Filmografia

### Cinema
- Monty Python - Il senso della vita (Monty Python's The Meaning of Life), regia di Terry Gilliam e Terry Jones (1983) - non accreditata
- Miriam si sveglia a mezzanotte (The Hunger), regia di Tony Scott (1983) - non accreditata
- Video Spotlight, regia di Dennis Kirkland (1985) - non accreditata
- Vivere e morire a Los Angeles (To Live and Die in L.A.), regia di William Friedkin (1985)
- Mr. Write, regia di Charlie Loventhal (1994)
- Miracolo nella 34ª strada (Miracle on 34th Street), regia di Les Mayfield (1994)
- Non per sport... ma per amore (Don't Go Breaking My Heart), regia di Willi Patterson (1999)
- La musica del cuore (Music of the Heart), regia di Wes Craven (1999)
- The Event, regia di Thom Fitzgerald (2003)
- Endless Bummer, regia di Sam Pillsbury (2009)
- National Lampoon Presents: Surf Party, regia di Sam Pillsbury (2013)

### Televisione
- Nice to See You!, regia di Keith Beckett (1981) - film TV
- Benny Hill Show - serie TV, 4 episodi (1983-1985)
- Throb - serie TV, 48 episodi (1986-1988)
- La signora in giallo (Murder, She Wrote) - serie TV, episodio 4x06 (1987)
- Nancy, Sonny & Co. - serie TV, 1 episodio (1989)
- Murphy Brown - serie TV, 9 episodi (1989-1993)
- Hooperman - serie TV, 1 episodio (1989)
- Mr. Belvedere - serie TV, 1 episodio (1989)
- I miei due papà (My Two Dads) - serie TV, 1 episodio (1990)
- Room for Romance - serie TV, 1 episodio (1990)
- Casalingo Superpiù (Who's the Boss?) - serie TV, 1 episodio (1990)
- Blossom - Le avventure di una teenager (Blossom) - serie TV, 1 episodio (1991)
- Red Dwarf, regia di Jeff Melman (1992) - film TV
- Pacific Station - serie TV, 1 episodio (1992)
- Just Deserts, regia di Dan Lerner (1992) - film TV
- Frasier - serie TV, 263 episodi (1993-2004)
- Caroline in the City - serie TV, 1 episodio (1995)
- The Great War and the Shaping of the 20th Century - serie TV, 1 episodio (1996)
- Pandora's Clock - la Terra è in pericolo (Pandora's Clock), regia di Eric Laneuville (1997) - film TV
- Seinfeld - serie TV, 4 episodi (1992-1998)
- Hercules - serie TV, 4 episodi (1998)
- Misconceptions - serie TV, 7 episodi (2006)
- Twenty Good Years - serie TV, 1 episodio (2006)
- The Starter Wife - serie TV, 1 episodio (2008)
- Desperate Housewives - serie TV, 2 episodi (2010)
- Notes from the Underbelly - serie TV, 1 episodio (2010)
- Hot in Cleveland - serie TV, 128 episodi (2010-2015)
- The Resident - serie TV, 71 episodi (2018-2023)

### Doppiatrice
- James e la pesca gigante (James and the Giant Peach), regia di Henry Selick (1996)
- Le avventure di Pollicino e Pollicina (The Adventures of Tom Thumb & Thumbelina), regia di Glenn Chaika (2002)
- I Simpson (The Simpsons) - serie animata, 1 episodio (2003)
- Garfield 2 (Garfield: A Tail of Two Kitties), regia di Tim Hill (2006)
- Phineas e Ferb - serie animata, 3 episodi (2009)
- I pinguini di Madagascar - serie animata, 2 episodi (2009-2011)

## Doppiatrici italiane
Nelle versioni in italiano delle opere in cui ha recitato, Jane Leeves è stato doppiato da:
- Pinella Dragani in Frasier (st. 1-5), Seinfeld, La musica del cuore
- Laura Boccanera ne La signora in giallo, The Resident
- Claudia Catani in Hot in Cleveland
- Giorgia Brugnoli in Frasier (st. 6-11)
- Cinzia De Carolis in Throb
- Cinzia Villari in Desperate Housewives

Da doppiatrice è sostituita da:
- Antonella Giannini in James e la pesca gigante
- Cristina Noci in Garfield 2